# فرودگاه میلیلیا
|stat5-header=تأثیر اجتماعی
|stat5-data= هزار
|footnotes=منابع: Passenger Traffic, AENA
Spanish AIP, AENA
}}
}}
فرودگاه میلیلیا (به انگلیسی: Melilla Airport) (به زبان بومی: Aeropuerto de Melilla) یک فرودگاه همگانی با کد یاتا MLN است که یک باند فرود آسفالت دارد و طول باند آن ۱۴۲۸ متر است. این فرودگاه در شهر ملیلیه کشور اسپانیا قرار دارد و در ارتفاع ۴۸ متری از سطح دریا واقع شده‌است.

## شرکت‌های هواپیمایی و مقصدهای پروازی
The airlines serving the airport are regional carriers connecting to Spain to the north. The airport is also a general aviation airfield and handles private small aircraft. There are no flights directed to airports in Morocco.
| شرکت‌های هواپیمایی                    | مقصدهای پروازی                                                                                          |
| ------------------------------------ | --- |
| ایر اروپا                            | مالاگا                                                                                                  |
| ایبریا ایرلاین اجرا توسط ایر نوستروم | آلمریا، فدریکو گارسیا لورکا، مادرید-باراخاس، مالاگا فصلی: بارسلونا-ال پرات، گرن کناریا، پالما د مایورکا |
| Melilla Airlines                     | مالاگا                                                                                                  |

In the past Melilla was also served by Spantax from 1969-1981, Aviaco from 1981-1992 and Binter Mediterraneo from 1992-2001.